# Чайковська Наталія Сергіївна
Наталія Сергіївна Чайковська (*5 серпня 1981) — українська письменниця, блогер. Дипломантка Міжнародного конкурсу «Коронація слова 2019».

## Біографія
Наталія Чайковська народилася 5 серпня 1981 року в селі Ситовичі Волинської області Ковельського району. Дитинство пройшло в с.Оконськ на Маневиччині, де й закінчила школу. Закінчила ВШ «Луцький гуманітарний університет» за спеціальністю журналістика.
Працювала 18 років у прес-службі державного органу. Зараз ФОП по напрямку зв’язків з громадськістю. 

Проживає в м.Луцьк 

Улюблена цитата авторки: «Ніколи, ніколи, ніколи не здавайтесь» У.Черчіль

## Творчість
Найбільше пише романи на соціальні і історичні теми. Для роботи над соціальними спілкується з людьми і деякі аспекти їхнього життя з їхнього дозволу додає до тексту. А для роботи над історичними опрацьовує історичні джерела, архівні документи і часто співпрацює з істориками.
 
В 2019 році у видавництві Твердиня побачив світ соціально-спихологічний роман «Поверніть моє дитинство».

  
В 2022 році у видавництві Нора-Друк побачив світ роман «Порцелянова лялька».
Права на переклад роману німецькою мовою купило австрійське видавництво Haymon Verlag ще до офіційного виходу книжки у світ в Україні.

Бере участь у зустрічі з читачами.

Хобі Наталії -  пише і читає. Веде літературний блог у мережі інстаграм та Тік-Ток
Твори
- «Поверніть моє дитинство»: соціально-психологічний роман / Н.С.Чайковська. – Луцьк : ПВД «Твердиня», 2019. – 228 с. ISBN 978-6170517-306-0;
- колективна збірка інклюзивних оповідань «Terra інклюзія» 2019. – К. : Видавчничий центр «12», 2019. – 256 с. ISBN 978-617-7603-12-1;
- колективна збірка інклюзивних оповідань «Terra інклюзія» 2020. – К. : Видавчничий центр «12», 2020. – 352 с. ISBN 978-617-7603-18-3
- «Порцелянова лялька»[4]. Роман / Наталія Чайковська. — Київ : Нора-Друк, 2022. — 336 с. ISBN 978-966-688-086-7
- «Очевидець»: роман про Голодомор, 1932-1933 роки. Роман / Наталія Чайковська. - Харків: КСД, 2023. - 224 с. ISBN 9786171500433
- «Три обіцянки»: історичний роман / Н.Чайковська. - Видавництво Нора-Друк, 2023. - 384 с. ISBN 978-966-688-109-3
- «Мовчазна згода» : історичний роман / Н. Чайковська; — Київ : Нора-Друк, 2024. — 310 с. ISBN 978-966-688-129-1.
- «Крок»: психологічний роман / Н.Чайковська. — Видавництво Нора-Друк, 2024. - 255 с. ISBN 978-966-688-157-4

## Відзнаки
- 2019 — роман «Поверніть моє дитинство» нагороджений дипломом «Коронації слова» (вибір видавця).
- 2019 — фіналістка у номінації Інклюзивні оповідання «Terra інклюзія» «Коронації слова», де побачило світ оповідання «Бачити серцем».
- 2020 — переможець у номінації Інклюзивні оповідання «Terra інклюзія»  «Коронації слова» з оповіданням «Дивна Іларія».
- 2020 — спецвідзнака «Молодої КороНації» від «Дебют-газети» за гостросоціальну повість «Приречена дружба».
- 2021 році увійшла до фіналу «Коронації слова» з романом «Очевидець».